# Riječ
Riječ je glas ili skup glasova kojem je pridruženo neko značenje te je osnovna jedinica svakog jezika; odgovara posebnosti najosnovnije pojedinosti u jeziku.
Obično se riječ sastoji od korijena te prefiksa ili sufiksa. Riječi se slažu i kombiniraju kako bi se stvorile aktualne rečenice, sintagme, fraze i veća prozna ili poetska djela.

## Vrste riječi
Podjela riječi u hrvatskome jeziku:
Promjenjive:
- imenice
- pridjevi
- zamjenice
- brojevi
- glagoli

Nepromjenjive:
- prilozi
- prijedlozi
- veznici
- usklici
- čestice

## Najkraća i najduža riječ u hrvatskome jeziku
Vidi također: Popis najdužih hrvatskih riječi
Najkraće hrvatske riječi tvore se od jednog slova: a, u, i, o, k, s.
Najduža riječ hrvatskog književnog jezika (ako se zanemare veliki brojevi, koji se mogu pisati kao jedna riječ) jest: prijestolonasljednikovica.
...odnosno, izvodeći ga u umanjenicu:
prijestolonasljednikovičica
...te u posvojni pridjevski oblik za ženski rod:
prijestolonasljednikovičičina
...odnosno u padežu u množini:
prijestolonasljednikovičičinima (31 znak)

## Poveznice
- Leksemi
- Leksikologija